# Alya Lewis
Alya Dawne Lewis (* 29. Januar 1980) ist eine jamaikanische Badmintonspielerin. 

## Karriere
Alya Lewis gewann 1997 die Guatemala International und 2001 die Carebaco-Meisterschaft. Bei den nationalen Titelkämpfen siegte sie 2005 im Damendoppel. Weitere Titel in dieser Disziplin folgten 2006 und 2007. 2010 gewann sie ihre erste Meisterschaft im Dameneinzel.

## Sportliche Erfolge
| Saison | Veranstaltung               | Disziplin   | Platz | Name                          |
| ------ | --------------------------- | ----------- | ----- | ----------------------------- |
| 1997   | Guatemala International     | Damendoppel | 1     | Alya Lewis / Nigella Saunders |
| 2001   | Carebaco-Meisterschaft      | Damendoppel | 1     | Alya Lewis / Nigella Saunders |
| 2005   | Jamaikanische Meisterschaft | Damendoppel | 1     | Nigella Saunders / Alya Lewis |
| 2006   | Jamaikanische Meisterschaft | Damendoppel | 1     | Nigella Saunders / Alya Lewis |
| 2007   | Jamaikanische Meisterschaft | Damendoppel | 1     | Nigella Saunders / Alya Lewis |
| 2010   | Jamaikanische Meisterschaft | Dameneinzel | 1     | Alya Lewis                    |